# Хоппер, Деннис
Де́ннис Ли Хо́ппер (англ. Dennis Lee Hopper; 17 мая 1936 — 29 мая 2010) — американский киноактёр, кинорежиссёр, сценарист, художник и фотограф.
За свою кинокарьеру, начатую в 1955 году, Хоппер снялся в 150 фильмах, в том числе у таких режиссёров как Фрэнсис Форд Коппола («Апокалипсис сегодня») и Дэвид Линч («Синий бархат»). Первая снятая им кинокартина, «Беспечный ездок», была удостоена награды Каннского кинофестиваля и номинирована на «Оскар».

## Биография

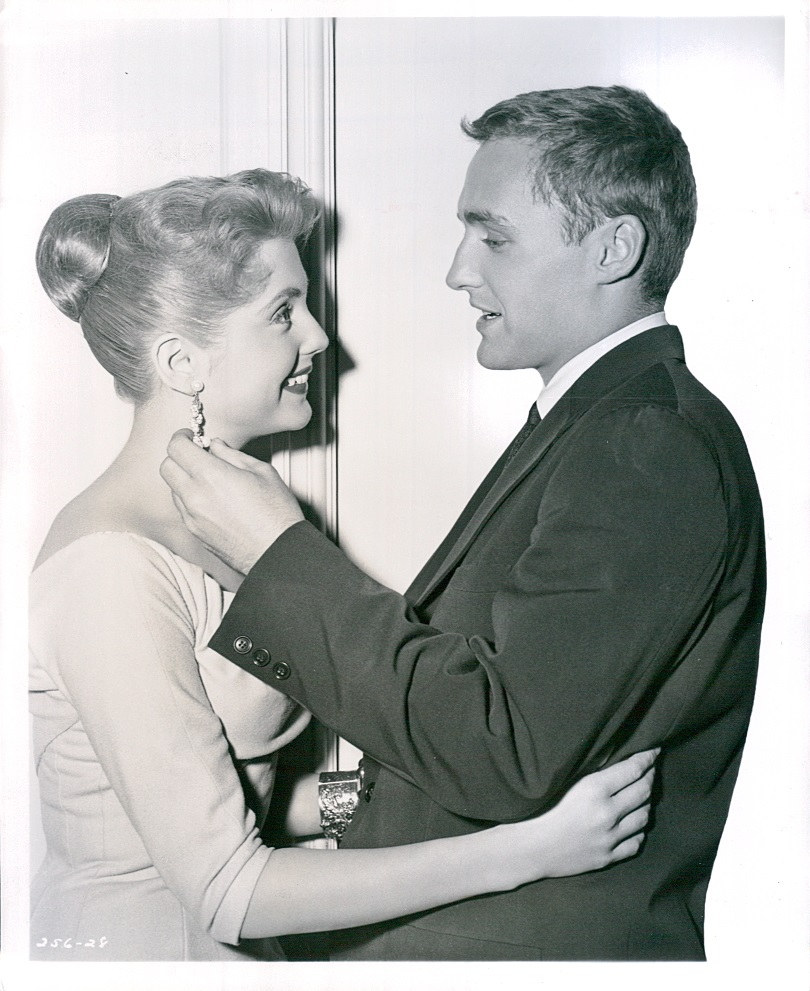
С Карен Шарп в телесериале «Конфликт (телесериал)», 1957 год

Хоппер дебютировал в Голливуде в середине 1950-х, снявшись в фильмах «Бунтарь без причины» (1955) и «Гигант» (1956) вместе со своим товарищем и кумиром Джеймсом Дином.
Хоппер разделял некоторые идеи французских режиссёров-бунтарей новой волны и на съёмках ленты «Из ада в Техас» требовал, чтобы каждая сцена с его участием переснималась десятки раз. Режиссёры стали относиться к нему как к «неудобному» и «нервному» актёру. Хотя он изредка снимался в вестернах и музыкальных фильмах эпохи психоделии, слава его была в прошлом. Хоппер увлекся фотографией и поэзией, а в 1969 году снял культовый малобюджетный фильм «Беспечный ездок», главные роли в котором исполнили его друзья — Питер Фонда и Джек Николсон.
В семидесятые годы Хоппер впал в серьёзную алкогольную и наркотическую зависимость. За ним закрепилась репутация психически неустойчивого актёра. Его роли в этот период совсем немногочисленны: он снимается у Вима Вендерса в «Американском друге» (1977) и у Фрэнсиса Форда Копполы в «Апокалипсисе сегодня» (1979).
В 1983 году актёр прошёл курс реабилитации и вернулся к активным киносъёмкам («Бойцовая рыбка», 1983). Критики высоко оценили роль психопатичного наркомана-убийцы Фрэнка Бута в детективном триллере Дэвида Линча «Синий бархат» (1986), за перевоплощение в которого актёр был выдвинут на премию «Золотой глобус», но проигнорирован киноакадемиками. Это решение в кинопрессе неоднократно называлось одним из величайших промахов членов киноакадемии в истории.
Два года спустя вышла новая режиссёрская работа Хоппера — социальная драма «Цвета» с Шоном Пенном в главной роли. В течение последующего десятилетия Хоппер не чурался исполнения ролей опереточных злодеев в таких блокбастерах, как «Скорость» и «Водный мир».
В последнее время Хоппер значительное время отдавал своему хобби: он писал картины и собирал произведения современного искусства. В июне-августе 2007 г. выставка фотографий и картин Денниса Хоппера прошла в Государственном Эрмитаже. Его голос можно было услышать на треке «Fire Coming Out of the Monkey’s Head» группы Gorillaz. В 2006 году семидесятилетний актёр снялся в клипе «Smiley Faces» танцевального проекта Gnarls Barkley.

### Личная жизнь

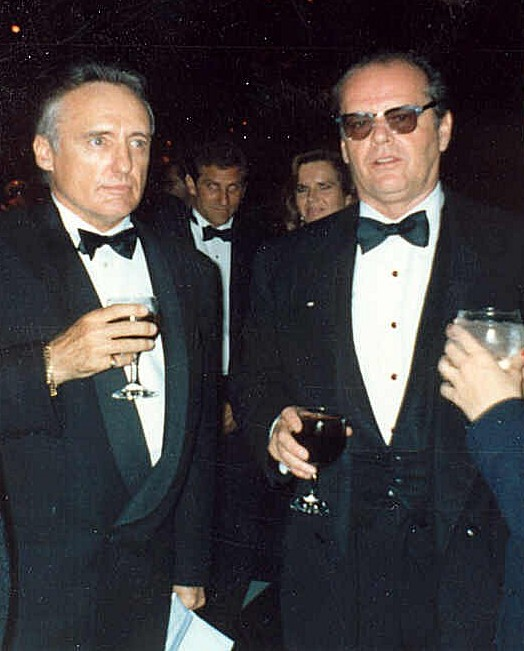
Хоппер с Джеком Николсоном на церемонии вручения премии «Оскар» в 1990 году.

По выражению журнала Rolling Stone, он был «одним из потерянных голливудских наркоманов» на протяжении двадцати лет, проведя большую часть 70-х и начало 1980-х как изгой в небольшом городке. Слава к нему пришла после фильма «Беспечный ездок». Хоппер был известен своими любовными похождениями, брак с Мишель Филлипс продлился одну неделю. Хоппер был женат в общей сложности пять раз (на момент своей смерти он был в процессе развода с Викторией Даффи) и оставил четверых детей:
- Брук Хейворд (род. 1937), дочь Лиленда Хейворда и Маргарет Саллаван, женат 1961—1969 гг., развод,
  - дочь Мэрин Хоппер (родилась 26 июня 1962 г.)
- Мишель Филлипс (род. в 1944 г.); женился 31 октября 1970 г. — развёлся 8 ноября 1970 г.
- Дэрия Хэлприн (род. в 1948 г.), женат 1972—1976 гг., развод,
  - дочь Рутанна Хоппер (родилась 5 декабря 1972 г.)
- Кэтрин Ланаса (род. в 1966 г.), женился 17 июня 1989 г. — развёлся в апреле 1992 г.,
  - сын Генри Хоппер (родился 11 сентября 1990 г.)
- Виктория Даффи (род. в 1968 г.), женился 13 апреля 1996 г. — развёлся 12 января 2010 г.[5],
  - дочь Гэлен Грир Хоппер (родилась 26 марта 2003 г.).

У Хоппера две внучки: Вайолет Голдстоун и Элла Брилл.
14 января 2010 года Хоппер подал на развод со своей пятой женой, Викторией Даффи. Хоппер ссылался на её неадекватное поведение и 11 февраля 2010 добился судебного запрета: Виктории запретили приближаться к Хопперу ближе, чем на 10 футов. С 9 марта 2010 года Даффи отказывалась выходить из дома, несмотря на решение суда, но сделала это 15 марта.
23 марта 2010 года Хоппер подал документы в суд с жалобой, что Даффи скрылась с произведениями искусств на сумму $ 1 500 000 и отказалась вернуть их. В марте 2010 года судья постановил, что Даффи не должна приближаться к дому ближе чем на 10 метров.
5 апреля 2010 года суд постановил, что Даффи может жить в доме Хоппера и что он должен платить $ 12 000 в месяц супруге и дочери Гэлен. Хоппер на слушаниях не присутствовал. 12 мая 2010 года под председательством судьи Эми Пелман в Верховном суде округа Лос-Анджелес прошло слушание, где решалось, кто станет наследником по страховому полису Хоппера. На момент слушания наследницей была его жена. Хоппер по состоянию здоровья не смог явиться в суд, и судья постановила, что условия страховки изменены не будут.

### Голливудская «Аллея славы»

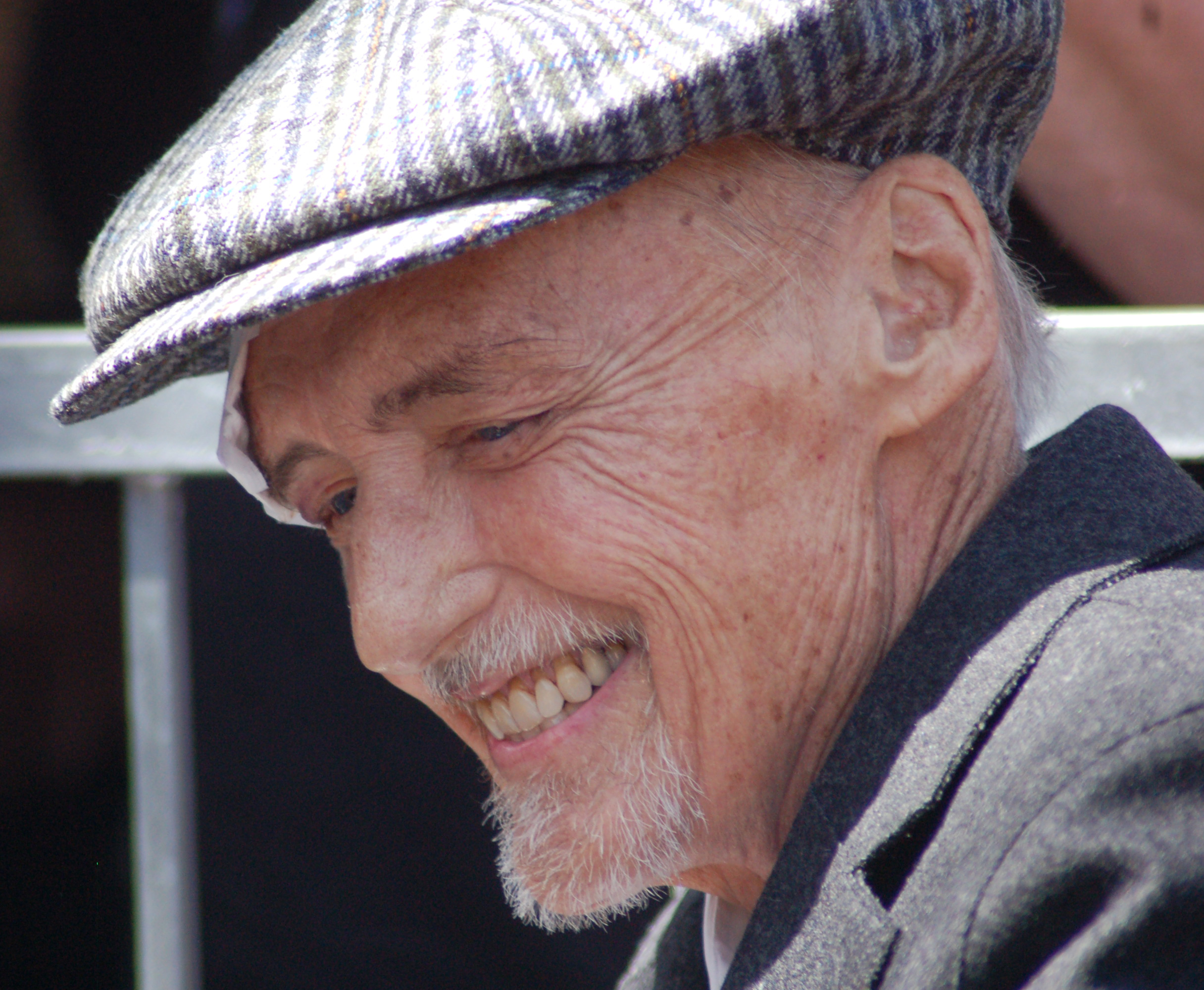
Хоппер на церемонии по случаю открытия его звезды на Голливудской «Аллее славы», март 2010

18 марта 2010 года было объявлено, что Хоппер будет удостоен 2403-й звезды на Голливудской «Аллее славы», напротив знаменитого китайского театра Граумана на бульваре Голливуд. Событие состоялось 26 марта. Деннис был в окружении друзей, включая Джека Николсона, Вигго Мортенсена, Дэвида Линча, Майкла Мэдсена, семьи и поклонников; на церемонии они поддерживали его, стоя рядом на тротуаре около свежезаложенной звезды.

### Болезнь и смерть
30 сентября 2009 года средства массовой информации сообщили, что Хоппер был доставлен в больницу в Нью-Йорке в тяжёлом состоянии. Хопперу было 73 года, его привезла скорая, в больнице Манхэттена он был подключён к аппаратам и капельницам. 2 октября он был выписан после лечения от обезвоживания.
29 октября менеджер сообщил, что у Хоппера был диагностирован рак предстательной железы. В январе 2010 года было сообщено, что рак дал метастазы в кости. Тогда же Хоппер собрал своих друзей, рассказал о неутешительном диагнозе и сообщил, что может спокойно умереть после того, как закончил работу в телесериале «Столкновение» (Crash). Он нашёл в себе силы завершить редактирование 546-страничной книги фотографий, которые сделал сам.
По состоянию на 23 марта 2010 года Хоппер, по сообщениям, весил всего 100 фунтов (45 кг) и был не в состоянии вести долгие разговоры. По данным документов суда в деле о разводе, Хоппер был смертельно болен и не смог пройти химиотерапию для лечения предстательной железы. Его адвокат сообщил 25 марта, что он умирает от рака.
Утром 29 мая 2010 года Хоппер умер в своём доме в Лос-Анджелесе, в прибрежном районе Венеция, в результате осложнений рака простаты. 3 июня тело актёра было доставлено в Таос (Нью-Мексико), и после церемонии отпевания в церкви святого Франциска Ассизского Деннис Хоппер был похоронен на кладбище Иисуса Назарянина.
Его памяти был посвящён мультипликационный фильм «Альфа и Омега: Клыкастая братва», в котором он озвучил одну из ролей.

## Актёрские работы

### Кино

#### 1950-е
- 1954 — Джонни-гитара / Johnny Guitar … в титрах не указан
- 1955 — Бунтарь без причины / Rebel Without a Cause … Goon
- 1955 — Я умирал тысячу раз / I Died a Thousand Times … Joe, в титрах не указан
- 1956 — Гигант / Giant … Джордан Бенедикт III
- 1957 — Перестрелка в О. К. Коррал / Gunfight at the O.K. Corral … Billy Clanton
- 1957 — История человечества / Story of Mankind, The … Napoleon Bonaparte
- 1957 — Сайонара / Sayonara … 1st MP, озвучка, в титрах не указан
- 1958 — Из ада в Техас / From Hell to Texas … Tom Boyd
- 1959 — Молодая земля / Young Land, The … Hatfield Carnes

#### 1960-е
- 1960 — Главный свидетель / Key Witness … William 'Cowboy' Tomkins
- 1961 — Ночное течение / Night Tide … Johnny Drake
- 1964 — Тарзан и Джейн возвращены… как будто / Tarzan and Jane Regained… Sort of … Unbilled double for Tarzan
- 1965 — Сыновья Кэти Элдер / Sons of Katie Elder, The … Dave Hastings
- 1966 — Планета вампиров / Queen of Blood … Paul Grant
- 1967 — Поездка / Trip, The … Max
- 1967 — Хладнокровный Люк / Cool Hand Luke … Babalugats
- 1967 — Слава Стомперов / The Glory Stompers … Чино
- 1968 — Вздёрни их повыше / Hang 'Em High … The Prophet
- 1968 — Паника в городе / Panic in the City … Goff
- 1969 — Беспечный ездок / Easy Rider … Билли
- 1969 — Настоящее мужество / True Grit … Moon

#### 1970-е
- 1971 — Последний фильм / Last Movie, The … Kansas
- 1972 — Разбитое доказательство / Crush Proof
- 1972 — Другая сторона ветра / Other Side of the Wind, The
- 1973 — Малыш Блу / Kid Blue … Bickford Waner
- 1976 — Бешеный пёс Морган / Mad Dog Morgan … Daniel Morgan
- 1976 — Следы / Tracks … 1st Sgt. Jack Falen
- 1977 — Американский друг / Amerikanische Freund, Der … Том Рипли
- 1977 — Ученики чародеев / Apprentis sorciers, Les … A spy
- 1978 — Порядок и безопасность мира /Ordre et la sécurité du monde, L' … Medford
- 1978 — Цвет тела / Couleur chair … Mel
- 1979 — Апокалипсис сегодня / Apocalypse Now … Photojournalist
- 1979 — Цветы порока / Flores del vicio, Las … Chicken

#### 1980-е
- 1980 — Как гром среди ясного неба / Out of the Blue … Don Barnes
- 1981 — Король горы / King of the Mountain … Cal
- 1981 — Возрожденный / Reborn … Rev. Tom Hartley
- 1983 — Бойцовая рыбка / Rumble Fish … Father
- 1983 — Уикенд Остермана / Osterman Weekend, The … Ричард Тримейн
- 1984 — Их путь ведет через ад / Euer Weg führt durch die Hölle … в титрах не указан
- 1984 — Проект Лазер / Slagskämpen … Miller
- 1985 — Мой научный проект / My Science Project … Bob Roberts
- 1986 — Техасская резня бензопилой 2 / Texas Chainsaw Massacre 2, The … Lieutenant 'Lefty' Enright
- 1986 — На берегу реки / River’s Edge … Feck
- 1986 — Синий бархат / Blue Velvet … Frank Booth
- 1986 — Команда из штата Индиана / Hoosiers … Shooter
- 1986 — Штормовые наездники / Riders of the Storm … The Captain
- 1987 — Чёрная вдова / Black Widow … Ben Dumers
- 1987 — Прямо в ад / Straight to Hell … I.G. Farben
- 1987 — Специалист по съёму / Pick-up Artist, The … Flash Jensen
- 1989 — Красный, как кровь / Blood Red … William Bradford Berrigan
- 1989 — Чаттагоччи / Chattahoochee … Walker Benson

#### 1990-е
- 1990 — Обратный след / Catchfire … Milo
- 1990 — Взгляд в прошлое / Flashback … Huey Walker
- 1991 — Пэрис Траут / Paris Trout… Paris Trout
- 1991 — Бегущий индеец / The Indian Runner… Caesar
- 1991 — Глаза шторма / Eye of the Storm … Marvin Gladstone
- 1991 — Полночная жара / Sunset Heat … Carl Madson
- 1992 — На запад от красной скалы / Red Rock West … Lyle from Dallas
- 1993 — Точка кипения / Boiling Point … Rudolph 'Red' Diamond
- 1993 — Супербратья Марио / Super Mario Bros. … King Koopa
- 1993 — Настоящая любовь / True Romance … Clifford Worley
- 1994 — Конвоиры / Chasers … Doggie
- 1994 — Охота на ведьм / Witch Hunt … Lovecraft
- 1994 — Скорость / Speed… Howard Payne
- 1995 — Найти и ликвидировать / Search and Destroy … Dr. Luther Waxling
- 1995 — Водный мир / Waterworld … Deacon
- 1996 — Увлёкшийся / Carried Away … Joseph Svenden
- 1996 — Баския / Basquiat … Bruno Bischofberger
- 1996 — Последние дни Фрэнки по прозвищу «Муха» / Last Days of Frankie the Fly
- 1996 — Космические дальнобойщики / Space Truckers… John Canyon
- 1997 — Амнезия / Blackout, The … Mickey Wayne
- 1997 — В тупике  / Road Ends … Sheriff Ben Gilchrist
- 1997 — Мой маленький Голливуд / Good Life, The … Mr. Golf
- 1997 — Крыша мира / Top of the World … Charles Atlas
- 1998 — Встречайте Дидлов / Meet the Deedles … Frank Slater
- 1998 — Почерк убийцы / Michael Angel … Lewis Garou
- 1999 — Эд из телевизора / EDtv … Henry 'Hank' Pekurny
- 1999 — Меткий стрелок / Straight Shooter … Frank Hector
- 1999 — Сын Иисуса / Jesus' Son … Bill
- 1999 — Проект Венеры / Venice Project, The … Roland / Salvatore
- 1999 — Плохой городской блюз / Bad City Blues … Cleveland Carter
- 1999 — Шантаж / Lured Innocence … Rick Chambers
- 1999 — Пророк смерти / Prophet’s Game, The … Vincent Swan

#### 2000-е — 2010-е
- 2000 — Страх над городом / The Spreading Ground … Det. Ed DeLongpre
- 2000 — Вор всегда вор / Luck of the Draw … Giani Ponti
- 2000 — Заложники / Held for Ransom … JD
- 2000 — Добро пожаловать в Голливуд!
- 2001 — Часовой механизм / Ticker … Alex Swan
- 2001 — Соучастники / Choke … Henry Clark
- 2001 — Полиция Лос-Анджелеса / L.A.P.D.: To Protect and to Serve … Captain Elsworth
- 2001 — Вышибалы / Knockaround Guys … Benny Chains
- 2002 — Лео / Leo … Horace
- 2002 — Виртуоз / Piano Player, The … Robert Nile
- 2002 — Беззвучный крик / Unspeakable … Warden Earl Blakely
- 2003 — Ночь, которую мы назвали днем / Night We Called It a Day, The … Frank Sinatra
- 2004 — Хранитель / The Keeper … Krebs
- 2004 — Мертвый сезон / Out of Season … Harry Barlow
- 2004 — Наследство / Legacy … CHP Officer
- 2005 — Смертельный лабиринт / House of 9 … Father Duffy
- 2005 — Американо / Americano … Riccardo
- 2005 — Ворон 4: Жестокое причастие / Crow: Wicked Prayer, The … El Niño
- 2005 — Земля мёртвых / Land of the Dead … Kaufman
- 2005 — Затерянный город / Hoboken Hollow … Sheriff Greer
- 2006 — Пересечение 10-й и Вульф / 10th & Wolf … Matty Matello
- 2006 — Память / Memory … Max Lichtenstein
- 2008 — Адская поездка / Hell Ride … Eddie 'Scratch' Zero
- 2008 — Лунатизм / Sleepwalking … Mr. Reedy
- 2008 — Элегия / Elegy … George O’Hearn
- 2008 — На трезвую голову / Swing Vote … Donald Greenleaf
- 2008 — Челси-отель / Chelsea on the Rocks
- 2008 — Съёмки в Палермо / Palermo Shooting … Frank
- 2008 — Американская сказка / An American Carol
- 2009 — Вечное / Forever
- 2010 — Альфа и Омега: Клыкастая братва / Alpha and Omega … Tony
- 2016 — Последний кинофестиваль

### Телевидение
- 1959—1973 — Бонанза (сериал) / Bonanza … Dev Farnum
- 1959—1964 — Сумеречная зона (сериал) / Twilight Zone, The … Peter Vollmer
- 1961-1965 — Защитники (сериал) / Defenders, The … Alfred Carter Jr.
- 1963-1964 — Величайшее шоу на Земле (сериал) / Greatest Show on Earth, The … Rhymer
- 1975-2008 — Субботним вечером в прямом эфире (сериал) / Saturday Night Live … Guest Host
- 1980 — Дикие времена (ТВ) / Wild Times … Doc Holliday
- 1988 — Чёрная кожаная куртка (ТВ) / Black Leather Jacket … рассказчик, озвучка
- 1991 — Предательство / Doublecrossed … Barry Seal
- 1992 — Гарри по прозвищу «Гвоздь» / Nails… Harry 'Nails' Niles
- 1992 — Справедливость сердца / The Heart Of Justice … Austin Blair
- 1994 — Охота на ведьм / Witch Hunt… H. Phillip Lovecraft
- 1994 — 2008 — HBO: Первый взгляд (сериал) / HBO First Look … Host
- 1996 — Самсон и Далила / Samson and Delilah … Generale Tariq
- 1998 — Удар из космоса / Tycus … Peter Crawford
- 1999 — Справедливость (ТВ) / Justice … в титрах не указан
- 2000 — Ясон и аргонавты (ТВ) / Jason and the Argonauts … Пелий
- 2002 — Воспламеняющая взглядом 2 / Firestarter 2: Rekindled … James Richardson
- 2002 — 24 часа (телесериал) / 24 (2001—2010), 5 эпизодов … Victor Drazen
- 2004 — Последний выход / The Last Ride … Ronnie Purnell
- 2004 — Лас-Вегас (телесериал) / Las Vegas (2003—2008), 1 эпизод (New Orleans) … Jon Castille
- 2008-2009 — Столкновение / «Crash», сериал 2 сезона

## Режиссёрские работы
- 1994 — Конвоиры / Chasers
- 1990 — Игра с огнём/ Hot Spot, The
- 1989 — Отступник / Catchfire
- 1988 — Цвета /Colors
- 1980 — Не оглядываясь назад / Out of the Blue
- 1971 — Последний фильм / Last Movie, The
- 1969 — Беспечный ездок /Easy Rider

## Награды
Оскар
- (1970) Номинация — Лучший оригинальный сценарий / Беспечный ездок (вместе с Питером Фондой и Терри Саузерном)
- (1987) Номинация — Лучшая мужская роль второго плана / Команда из штата Индиана

Золотой глобус
- (1987) Номинация — Лучший актёр второго плана / Команда из штата Индиана
- (1987) Номинация — Лучший актёр второго плана / Синий бархат

Эмми
- (1991) Номинация — Лучший актёр второго плана в мини-сериале или кинофильме / Пэрис Траут

Каннский кинофестиваль
- (1969) Выиграл — Лучшая Первая работа / Беспечный ездок
- (1969) Номинация — Золотая пальмовая ветвь / Беспечный ездок
- (1980) Номинация — Золотая пальмовая ветвь / Не оглядываясь назад

Премия Гильдии режиссёров Америки
- (1970) Номинация — Лучшая режиссура — Художественный фильм / Беспечный ездок

Независимый дух
- (1987) Номинация — Лучшая мужская роль / Синий бархат

Boston Society of Film Critics Awards
- (1987) Выиграл — Best Supporting Actor / Синий бархат

Los Angeles Film Critics Association Awards
- (1987) Выиграл — Best Supporting Actor / Синий бархат & Ребята из Индианы

Кинонаграды MTV
- (1995) Выиграл — Best Villain / Скорость

National Society of Film Critics Awards
- (1970) Выиграл — Специальная премия («For the director, co-writer and co-star») / Беспечный ездок
- (1987) Выиграл — Best Supporting Actor / Синий бархат

Премия Гильдии сценаристов США
- (1970) Номинация — Best Drama Written Directly for the Screen / Беспечный ездок (вместе с Питером Фондой и Терри Саузерном)